# Tallmon

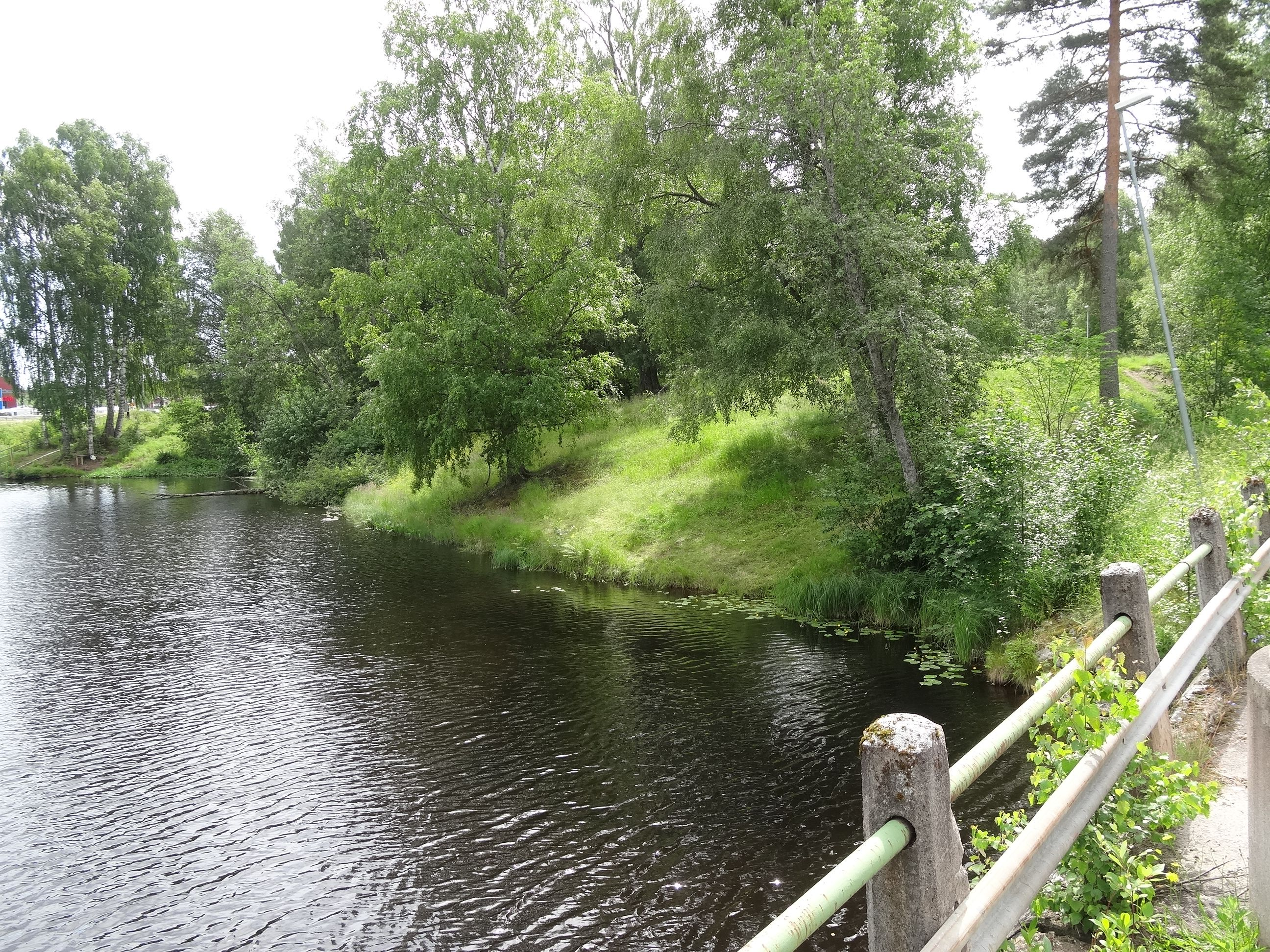
Morast skans vid Vrångsälven

Tallmon är ett kommunalt naturreservat, som ligger omedelbart väster om Charlottenberg i Eda kommun i Värmland.
Tallmon är ett 72,7 hektar stort område som ligger nära samhället Charlottenberg. Det består av lövrik skog, fuktiga ravinlandskap och sandiga hedmarker längs Vrångsälven. Eda kommun beslutade om ett kommunalt naturreservat 2010. Raststugan Tallmostugan färdigställdes 2013. 
I naturreservatet finns bland annat Värmlands landskapsinsekt brun gräsfjäril (Coenonymphs hero).
I området, vid Vrångsälven, finns lämningar av Morast skans, som byggdes 1644, samt från det modernare skyttevärnet Nolby skans, som byggdes i samband med upplösningen av kungaunionen mellan Sverige och Norge 1905.